# Josro Dalir Moeini
Josro Dalir Moeini (30 de agosto de 1970) es un deportista iraní que compitió en judo. Ganó una medalla de plata en el Campeonato Asiático de Judo de 1999 en la categoría de –100 kg.

## Palmarés internacional
| Campeonato Asiático | Campeonato Asiático | Campeonato Asiático | Campeonato Asiático |
| Año                 | Lugar               | Medalla             | Categoría           |
| ------------------- | ------------------- | ------------------- | ------------------- |
| 1999                | Wenzhou (China)     | Medalla de plata    | –100 kg             |